# Inger Köhler
Inger Köhler (1965) è un'ex sciatrice alpina svedese.

## Biografia
Specialista delle prove tecniche, la Köhler debuttò in campo internazionale in occasione dei Mondiali juniores di Auron 1982; nella stagione seguente partecipò ai Mondiali juniores di Sestriere 1983 e vinse il titolo nazionale nello slalom gigante. Ottenne gli ultimi risultati agonistici nella stagione 1987-1988 in Coppa Europa, quando fu 8ª nella classifica generale e 3ª in quella di slalom speciale; non prese parte a rassegne olimpiche né ottenne piazzamenti in Coppa del Mondo o ai Campionati mondiali.

## Palmarès

### Coppa Europa
- Miglior piazzamento in classifica generale: 8ª nel 1986

### Campionati svedesi
- 1 oro (slalom gigante nel 1983)[1]